# Tucacas
Tucacas é uma cidade venezuelana, capital do município de Silva.